# Brachyteleutias pubescens
Brachyteleutias pubescens är en insektsart som beskrevs av Max Beier 1962. Brachyteleutias pubescens ingår i släktet Brachyteleutias och familjen vårtbitare. Inga underarter finns listade i Catalogue of Life.